# Dichrogaster hispanica
Dichrogaster hispanica är en stekelart som beskrevs av Bordera och Horstmann 1995. Dichrogaster hispanica ingår i släktet Dichrogaster och familjen brokparasitsteklar. Inga underarter finns listade i Catalogue of Life.